# MTERF1
MTERF1 (англ. Mitochondrial transcription termination factor 1) – білок, який кодується однойменним геном, розташованим у людей на короткому плечі 7-ї хромосоми. Довжина поліпептидного ланцюга білка становить 399 амінокислот, а молекулярна маса — 45 778.
| 10         |  | 20         |  | 30         |  | 40         |  | 50         |
| ---------- |  | ---------- |  | ---------- |  | ---------- |  | ---------- |
| MQSLSLGQTS |  | ISKGLNYLTI |  | MAPGNLWHMR |  | NNFLFGSRCW |  | MTRFSAENIF |
| KSVSFRLFGV |  | KCHNTDSEPL |  | KNEDLLKNLL |  | TMGVDIDMAR |  | KRQPGVFHRM |
| ITNEQDLKMF |  | LLSKGASKEV |  | IASIISRYPR |  | AITRTPENLS |  | KRWDLWRKIV |
| TSDLEIVNIL |  | ERSPESFFRS |  | NNNLNLENNI |  | KFLYSVGLTR |  | KCLCRLLTNA |
| PRTFSNSLDL |  | NKQMVEFLQA |  | AGLSLGHNDP |  | ADFVRKIIFK |  | NPFILIQSTK |
| RVKANIEFLR |  | STFNLNSEEL |  | LVLICGPGAE |  | ILDLSNDYAR |  | RSYANIKEKL |
| FSLGCTEEEV |  | QKFVLSYPDV |  | IFLAEKKFND |  | KIDCLMEENI |  | SISQIIENPR |
| VLDSSISTLK |  | SRIKELVNAG |  | CNLSTLNITL |  | LSWSKKRYEA |  | KLKKLSRFA  |

A: Аланін

C: Цистеїн

D: Аспарагінова кислота

E: Глутамінова кислота

F: Фенілаланін

G: Гліцин

H: Гістидин

I: Ізолейцин

K: Лізин

L: Лейцин

M: Метіонін

N: Аспарагін

P: Пролін

Q: Глутамін

R: Аргінін

S: Серин

T: Треонін

V: Валін

W: Триптофан

Кодований геном білок за функцією належить до фосфопротеїнів. 
Задіяний у таких біологічних процесах, як транскрипція, регуляція транскрипції. 
Білок має сайт для зв'язування з ДНК. 
Локалізований у мітохондрії.